# Distrito de Aarau
Aarau é um distrito da Suíça, localizado no cantão de Argóvia. Tem 104,47 km² de área e sua população em 2019 foi estimada em 79.330 habitantes. Sua sede é a comuna de Aarau.

## Comunas
| Brasão         | Comuna         | População (31 de dezembro de 2019) | Área em km2 |
| -------------- | -------------- | ---------------------------------- | ----------- |
| Aarau          | Aarau          | 21.773                             | 12.34       |
| Biberstein     | Biberstein     | 1.598                              | 4.10        |
| Buchs          | Buchs          | 7.971                              | 5.36        |
| Densbüren      | Densbüren      | 721                                | 12.52       |
| Erlinsbach     | Erlinsbach     | 4.252                              | 9.87        |
| Gränichen      | Gränichen      | 7.994                              | 17.21       |
| Hirschthal     | Hirschthal     | 1.611                              | 3.53        |
| Küttigen       | Küttigen       | 6.268                              | 11.89       |
| Muhen          | Muhen          | 3.907                              | 7.03        |
| Oberentfelden  | Oberentfelden  | 8.510                              | 7.16        |
| Suhr           | Suhr           | 10.476                             | 10.59       |
| Unterentfelden | Unterentfelden | 4.249                              | 2.87        |
|                | Total          | 79.330                             | 104.47      |